# Franz Joseph Bergmüller
Franz Joseph Bergmüller oder Bergmiller (* 18. März 1733 in Türkheim; † 22. September 1796 ebenda) war Kunstschreiner. 
Der Sohn von Dominikus Bergmüller absolvierte vermutlich seine Ausbildung beim Vater. Ihm wurde 1755 das Bürgerrecht der Stadt Weißenhorn in Oberschwaben verliehen. Im selben Jahr heiratete er dort. Nach Schwäbisch Gmünd übersiedelte er im Jahre 1762. Dies könnte aufgrund einer Empfehlung von Dominikus Zimmermann geschehen sein. Dort erlangte er das Bürgerrecht und unterhielt einen Betrieb mit vier Gesellen. Um 1767 war er in Neresheim, Dischingen und Umgebung tätig. In den Jahren 1768 und 1780 arbeitete er in der Pfarrkirche St. Michael in Krumbach zusammen mit seinem Bruder Johann Bergmüller.
Bermüller musste 1768 kurzzeitig Schwäbisch Gmünd aufgrund von Schulden verlassen. Er kehrte 1770 zurück und ließ sich dort erneut nieder. In Schwäbisch Gmünd ist bekannt, dass er Gerät für St. Katharina und Mobiliar für das Kapitelshaus schuf. 1776 musste er die Stadt wegen neuer Schulden endgültig verlassen.

## Werke
- Mariä Himmelfahrt in Roggenburg, Orgelgehäuse 1761 (vermutlich zusammen mit Dominikus Bergmüller)
- Augustinuskirche in Schwäbisch Gmünd, Hochaltar 1770 (zusammen mit Fidelis Höllwürth)
- Mariä Geburt in Witzighausen, Hochaltar und Seitenaltäre 1758